# Sabrina Cass
Sabrina Cass (nascida em 27 de março de 2002) é uma esquiadora de estilo livre brasileira nascida nos Estados Unidos. Ela competiu nos Jogos Olímpicos de Inverno de 2022 .

## Carreira
Cass ganhou uma medalha de ouro no 2019 Campeonato Mundial Júnior no evento moguls. Ela terminou em 21º de 30 competidores na primeira rodada de qualificação e depois em 16º de 20 competidores na segunda rodada de qualificação no evento moguls feminino nos Jogos Olímpicos de Inverno de 2022, não se classificou para as finais.

## Vida pessoal
Cass nasceu e foi criada nos Estados Unidos, mas era elegível para representar o Brasil por ter uma mãe brasileira. Ela representou os Estados Unidos até mudar de aliança para o Brasil em 2021. Ela alternou a vida entre Cheshire, Connecticut e Park City, Utah, a fim de treinar. Ela também jogou hóquei em campo no ensino médio.